# ジュニアのススメ
ジュニアのススメは、EXエンタテイメントで2006年3月から放送されていたバラエティ番組である。制作は現・株式会社エッグコア。

## 出演者
- 千原ジュニア
- 山本吉貴
- 渡辺鐘

過去
- 杏野はるな

## 概要
初期
千原と山本らが後輩芸人の自宅を訪問し、トークをしていく。
「ジュニアのススメ～内職～」
後輩芸人をジュニアの自宅に呼んでトークをしていく。
「ジュニアのススメ～LIVE～」（2008年1月 - ）
生放送でさまざまなコーナーを放送していく。
- 処刑品のススメ
- ウソチクのススメ
- ワードＤＪのススメ
- せいじ×せいじのススメ
- 社交力のススメ
- 山本ウォーカーのススメ
- 6人のド素人と1人の千原ジュニア

「ジュニアのススメ～LIVE増刊号～」
上記2時間の生放送を1時間に編集したもの。

## スタッフ
- プロデューサー：こばやしえいすけ
- 構成：松本真一、遠藤敬